# Contea di Lindian
La contea di Lindian (林甸县S, LíndiànP) è una contea della Cina, situata nella provincia di Heilongjiang e amministrata dalla prefettura di Daqing.